# Heaven's Peak Fire Lookout
Le Heaven's Peak Fire Lookout est une tour de guet du comté de Flathead, dans le Montana, aux États-Unis. Protégé au sein du parc national de Glacier, il est inscrit au Registre national des lieux historiques depuis le 19 décembre 1986.